# Circondario di Taranto
Il Circondario di Taranto era uno dei circondari in cui era suddivisa la Provincia di Lecce, dal 1923  è diventata parte della provincia di Taranto

## Storia
In origine suddivisione della provincia di Lecce, nel 1923 venne distaccato da questa costituendo la nuova provincia di Taranto.
Il circondario esistette formalmente fino al 1927, quando venne abolito come tutti i circondari italiani.

## Suddivisione
Il circondario di Taranto era suddiviso in 10 mandamenti:
- Castellaneta
- Genosa (Ginosa)
- Grottaglie
- Manduria
- Martina (Martina Franca)
- Massafra
- Mottola
- Sava
- San Giorgio sotto Taranto (San Giorgio Jonico)
- Taranto